# Сврачково Село
Сврачково Село је насељено мјесто у Лици, у општини Удбина, Личко-сењска жупанија, Република Хрватска.

## Географија
Сврачково Село је удаљено око 22 км сјеверозападно од Удбине. Налази се у западном дијелу Крбавског поља.

## Историја
Сврачково Село се од распада Југославије до августа 1995. године налазило у Републици Српској Крајини. До територијалне реорганизације у Хрватској насеље се налазило у саставу бивше велике општине Кореница.
Сеоска црква посвећена Успењу пресвете Богородице (Велика Госпојина) подигнута је у другој половини 18. века и била је средиште парохије којој су, поред Сврачковог Села, припадала и села Крбава (Пишаћ) и Толић. Њен последњи парох био је прота Милан - Миња Грбић којег су усташе 1941. године са породицом протерале у Србију. Ово село је имало и православну и католичку цркву. Православну цркву потпуно су порушили хрватски комунисти, а католичка постоји и дан-данас.
Из Сврачковог Села су пореклом прота Манојло Грбић, аутор више црквених расправа и књига, од којих је најпознатије тротомно "Карловачко владичанство", као и један од првих српских психијатара, универзитетски професор Немања Вурдеља.

## Становништво
Према попису из 1991. године, насеље Сврачково Село је имало 182 становника, од којих је било 176 Срба, 1 Хрват и 5 осталих. Према попису становништва из 2001. године, Сврачково Село је имало 8 становника. Сврачково Село је према попису из 2011. године имало 10 становника.
| Националност       | 1991. | 1981. | 1971. | 1961. |
| Срби               | 176   | 223   | 294   |       |
| Југословени        |       | 3     | 6     |       |
| Хрвати             | 1     |       | 1     |       |
| остали и непознато | 5     | 1     |       |       |
| Укупно             | 182   | 227   | 301   | 384   |

| Демографија | Демографија | Демографија |
| Година      | Становника  | Становника  |
| ----------- | ----------- | ----------- |
| 1961.       | 384         |             |
| 1971.       | 301         |             |
| 1981.       | 227         |             |
| 1991.       | 182         |             |
| 2001.       | 8           |             |
| 2011.       |             | 10          |

### Презимена
- Бараћ
- Вукмировић
- Вурдеља
- Гојић
- Грбић
- Зорица
- Корица
- Косановић
- Лемаић
- Милеуснић
- Станић
- Шајновић
- Штетић